# Storia di Villa Torlonia
Villa Torlonia sita a Via Nomentana deve l'aspetto attuale alla famiglia da cui prende il nome che la ebbe in possesso dal 1797 fino al 1978 ma la sua storia ha origini più antiche.

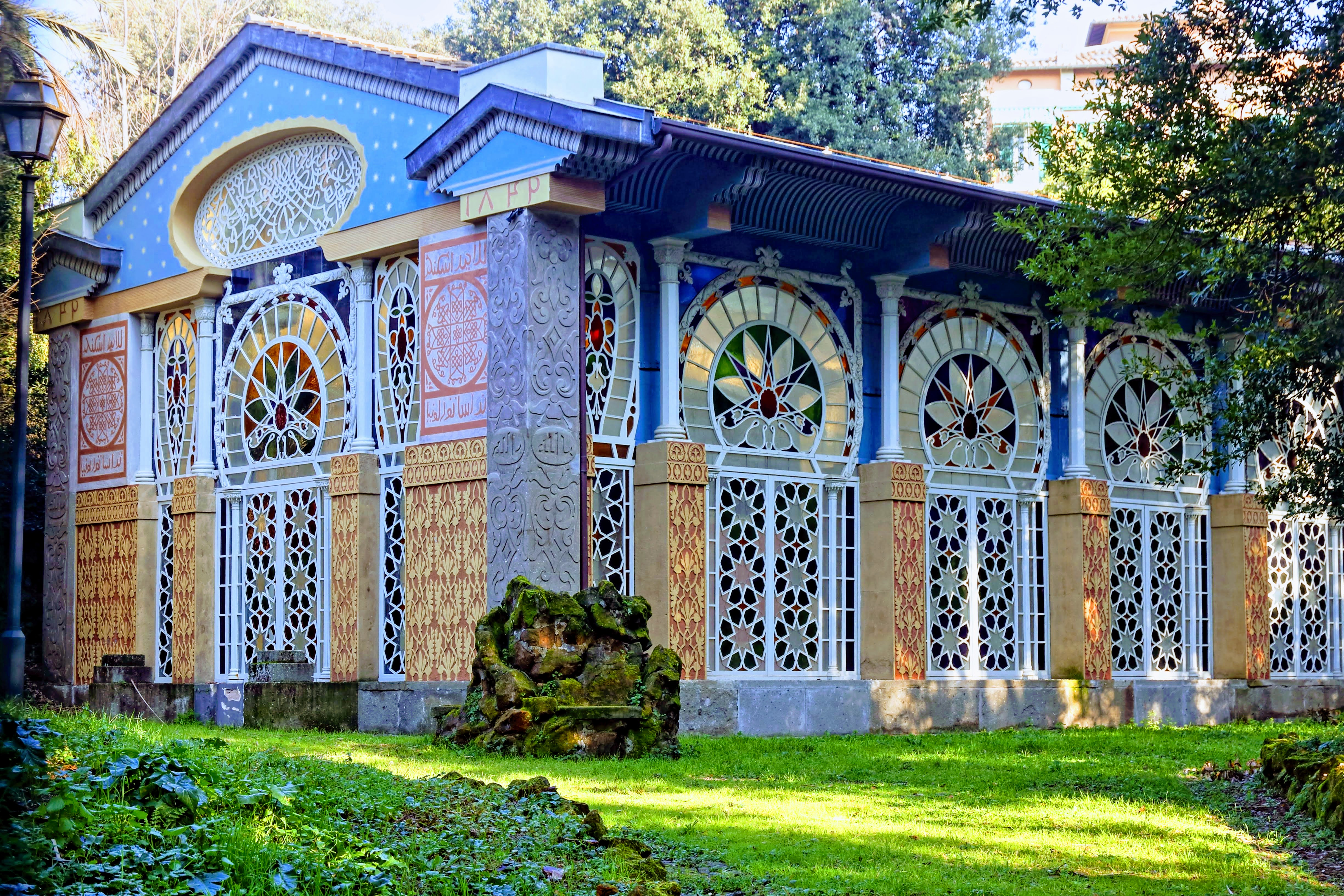
La Serra moresca, uno dei padiglioni di Villa Torlonia

## Prima dei Torlonia
Nel Seicento la via Nomentana era costeggiata da Vigne con qualche modesto fabbricato con una palude sita in località "Vignola" che appartenne dal 1673 a Benedetto Pamphilj ed al momento del suo acquisto della villa era molto più piccola dell'attuale e constava di un settore di rappresentanza e di un settore rurale. Benedetto affidò a Giacomo Moraldo, a Mattia de Rossi e a Carlo Fontana dei lavori di arricchimento della proprietà, gli artisti su citati resero l'appezzamento di terreno più confortevole e più artistico. Il palazzo principale aveva delle stanze con dipinti paesaggistici, figure fitomorfe e zoomorfe e constava di quadri ed aveva una loggia con statue. Dal 1762 la villa fu proprietà di Girolamo Colonna il quale ampliò la villa comprando i confinanti "Giardino Lana" e la "Vigna Abbati".

## La proprietà Torlonia

### Il 700 ed l'800
L'erede di Girolamo, Filippo Colonna, nel 1797, vendette la villa a Giovanni Torlonia, e una descrizione del podere attesta che era di carattere residenziale. Giovanni affidò a Giuseppe Valadier l'incarico di arricchire ulteriormente la Villa. L'architetto lavorò nella villa tra il 1802 ed il 1806, tuttavia il Valadier lavorò con la famiglia Torlonia fino al 1828. Dello stesso anno è l'ampliamento della villa con l'acquisto dell'adiacente Vigna Pozzi. I lavori del Valadier nella Villa sono:
- l'edificazione delle Scuderie,[1]
- l'ammodernamento del Palazzo Abbati (l'attuale Casino dei Principi),[1]
- l'ingresso monumentale nella villa, poi demolito per lavori di ampliamento della Nomentana successivi,[1]
- la costruzione di varie fontane.[1]

Questi interventi sono documentati da alcuni schizzi suoi autografati. La pianta del Catasto Gregoriano attesta che i viali ideati dal Valadier erano simmetrici e perpendicolari alla cui intersezione vi era il Palazzo. Al palazzo si arrivava tramite un viale di lecci, attualmente ancora visibile. Il viale partiva dalle Scuderie Vecchie costeggiando il Casino dei Principi. Le facciate principali del Palazzo erano abbellite da fontane. La facciata nord constava di una fontana a due livelli con quattro sfingi in travertino, sul lato sud vi era un'altra fontana a vasca circolare con colonne alternate a statue. Inoltre, Giovanni Torlonia, oltre che ad intervenire con l'edificazione di vari palazzi, comprò varie opere d'arte facendosi consigliare talora dal Valadier, da Vincenzo Pacetti e Bartolomeo Cavaceppi. Nel 1800 Giovanni comprò tutte le opere dello studio di Cavaceppi. Le opere acquistate da Giovanni comprendevano 8000 disegni, 350 calchi di sculture; 200 modelli e bozzetti e studi in terracotta ed un migliaio di marmi. Nel 1829, alla morte di Giovanni, la villa fu spartita tra i tre figli maschi, mentre le due figlie femmine ebbero una cospicua dote. Marino ereditò la parte economicamente più grande, Carlo, essendo religioso, affidò la sua parte al fratello più piccolo, Alessandro che si ritrovò con la parte più grande, tra cui il palazzo di piazza Venezia oltre la Villa. Alessandro continuò la campagna di acquisti iniziata dal padre, inoltre si ispirò a Villa Borghese per la realizzazione di alcune opere di Villa Torlonia tra cui le false rovine (ispirato al tempio di Antonino e Faustina), il Tempio di Saturno (ispirato al Tempio di Esculapio) ed il campo dei Tornei ispirato a piazza di Siena. Tuttavia Alessandro già prima della morte del padre aveva cominciato a prendersi cura della villa cominciando un sodalizio con Giovan Battista Caretti che si occuperà della trasformazione del Casino Abbati in Casino dei Principi e della costruzione di elementi oggi non più esistenti tra cui una Coffee house, della Cappella di Sant'Alessandro e di un anfiteatro. Questo sodalizio si interruppe nel 1844 quando Alessandro non fu più soddisfatto dell'operato del Caretti. Successivamente degli incarichi furono affidati a Quintiliano Raimondi che si occupò della costruzione del teatro e dell'aranciera, mentre Giuseppe Jappelli si occupò dell'area sud della villa lavorando nella Capanna Svizzera che poi diverrà Casina delle Civette, ma anche della Serra moresca e del Campo da Tornei. Così il parco risultò diviso in due parti, una di rappresentanza, ove erano posti gli edifici più grandi, e una seconda più articolata destinata agli abitanti della villa (i Torlonia) ed ai loro ospiti riservata più che all'ambizione, al benessere. Alessandro aveva deciso i utilizzare un giardino allora moderno secondo le mode allora in voga nel regno Lombardo Veneto ed in Inghilterra. Jappelli cominciò a sentire nostalgia del suo Veneto ed il suo soggiorno durò dal 1839 al 1840. Jappelli, tuttavia, nonostante la sua nostalgia per il Veneto, fu costretto in seguito a rimanere a Roma, a terminare le opere su elencate e ad utilizzare suo malgrado il marmo da lui definito da "cani". Un progetto conservato alla biblioteca civica di Padova attesta la complessità del progetto. Nel 1842 Alessandro fece costruire due grandi obelischi in onore dei genitori. Tuttavia, non mancarono degli avvenimenti funesti, tra cui l'infermità della moglie, la morte di una delle due figlie, del fratello Carlo e la mancanza di un erede maschio, questi avvenimenti fecero ritirare Alessandro sempre più a vita privata facendogli fare così delle opere di beneficenza, tra cui il prosciugamento del lago del Fucino, la costruzione del Conservatorio di Sant'Onofrio e del restauro di varie chiese tra cui: la Chiesa del Gesù, la Chiesa di San Pantaleo e la Chiesa di San Paolo. Successivamente, nel 1872, gli venne confiscato il Banco. I lavori tuttavia ripresero nel 1872 dopo l'occupazione per la breccia di Porta Pia, in seguito alla ripresa dei lavori fu terminato anche il teatro, costruzione sospesa anche per la morte di Raimondi a cui era stata affidata la realizzazione. Ad Alessandro successe la figlia Anna Maria la quale mantenne il cognome Torlonia mediante una dispensa di Pio IX per poter assicurare la continuità dinastica, Anna Maria tuttavia amministrò e mantenne il patrimonio dedicandosi inoltre alla beneficenza.

### Dal 1900 alla fine della seconda guerra mondiale
Alla morte di Anna Maria, avvenuta nel 1901, l'amministratore del patrimonio fu suo figlio Giovanni junior che fece costruire il Villino Medievale, un nuovo muro di cinta, un nuovo ingresso su via Nomentana, il Villino Rosso, ed il Villino del portiere sull'ingresso su via Spallanzani e la Capanna Svizzera fu trasformata nell'attuale Casina delle Civette. In questo periodo la facciata su Via Nomentana venne arretrata di 20 metri, arretramento che causò la distruzione tra l'altro della Coffee house e dell'anfiteatro. Man mano la villa perse le sue funzioni di rappresentanza. Giovanni non si sposò, passando la vita semplicemente con la servitù nella Casina delle Civette arredata ossessivamente col tema delle civette, ossessione che fomentò voci di una possibile pazzia del principe. Nel 1919 fu trovato nella villa un cimitero ebraico sotterraneo, posto nell'area nord-ovest. Questo cimitero fu studiato dagli archeologi Paribeni e Gismondi che ne pubblicarono una prima pianta. Negli anni settanta un secondo studio fu effettuato da Padre Fasola che ha individuato una seconda catacomba unita alla precedente. La prima catacomba è affrescata mentre la seconda consta di un'area absidata.

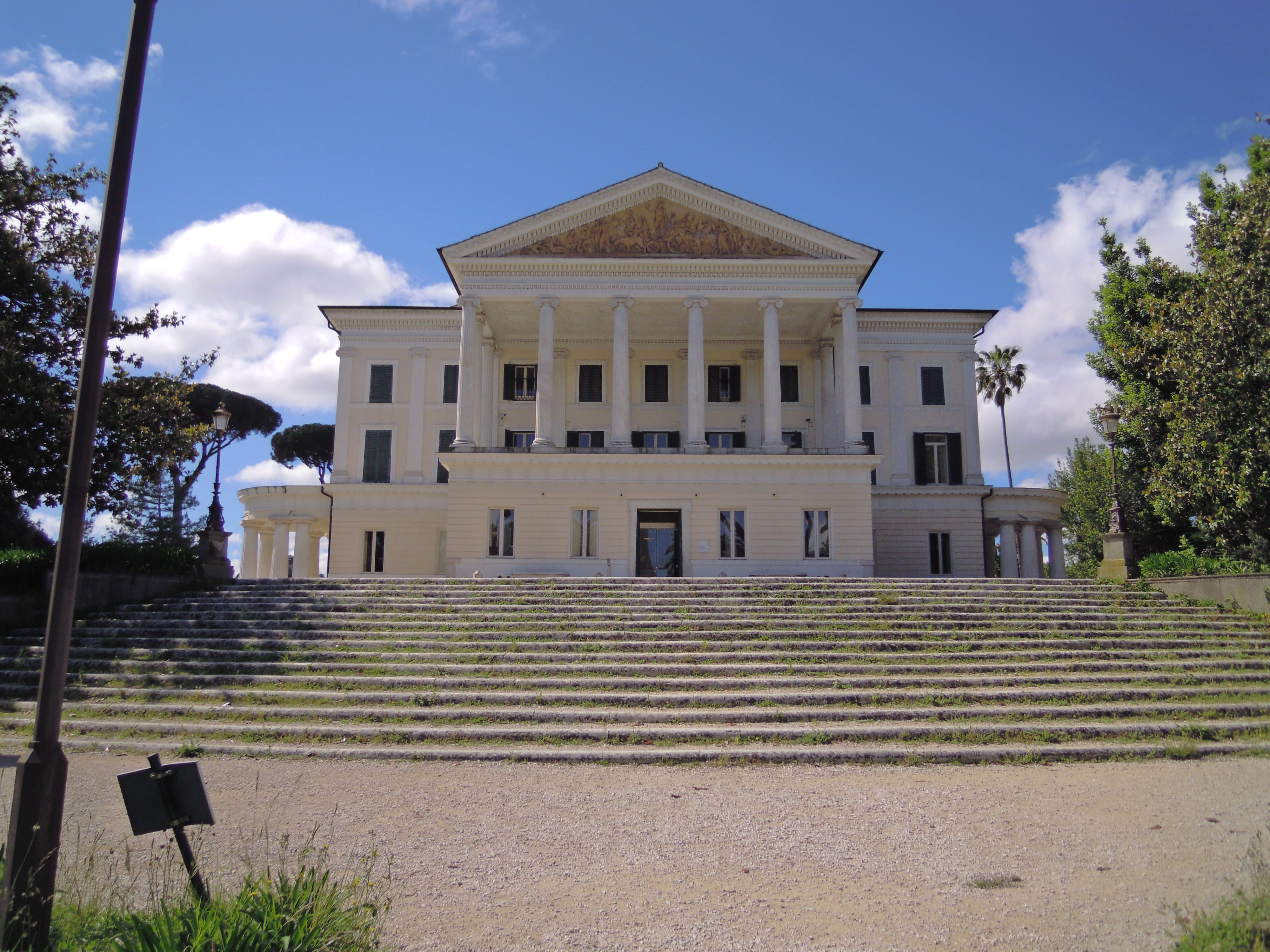
Il Casino Nobile, edificio abitato dalla famiglia Mussolini

Nel 1925 Giovanni junior offrì a Benito Mussolini la residenza nella villa, il quale vi restò anche dopo la morte del principe, fino al 1943. Mussolini abitò nel Casino Nobile, mentre la Limonaia la utilizzò come sala proiezioni cinematografiche e il campo da tornei come campo da tennis. Il principe restò a vivere nella Casina delle Civette.  Dal 1929 al 1937 la Villa ospitò anche l'Istituto internazionale per la cinematografia educativa, organismo collegato alla Società delle Nazioni. Un ultimo intervento fu realizzato da Donna Rachele quando nel 1942 installò nella villa i cosiddetti "Orti di guerra".
La famiglia Mussolini lasciò la residenza dopo il 25 luglio 1943, e dal 1944 al 1947 fu occupata dal comando anglo-americano.
Dopo la morte di Giovanni junior nel 1938, per la mancanza di eredi diretti, passò al fratello Carlo Torlonia. Alla sua morte nel 1947 cominciò una lunga trafila legale.

## Al comune di Roma

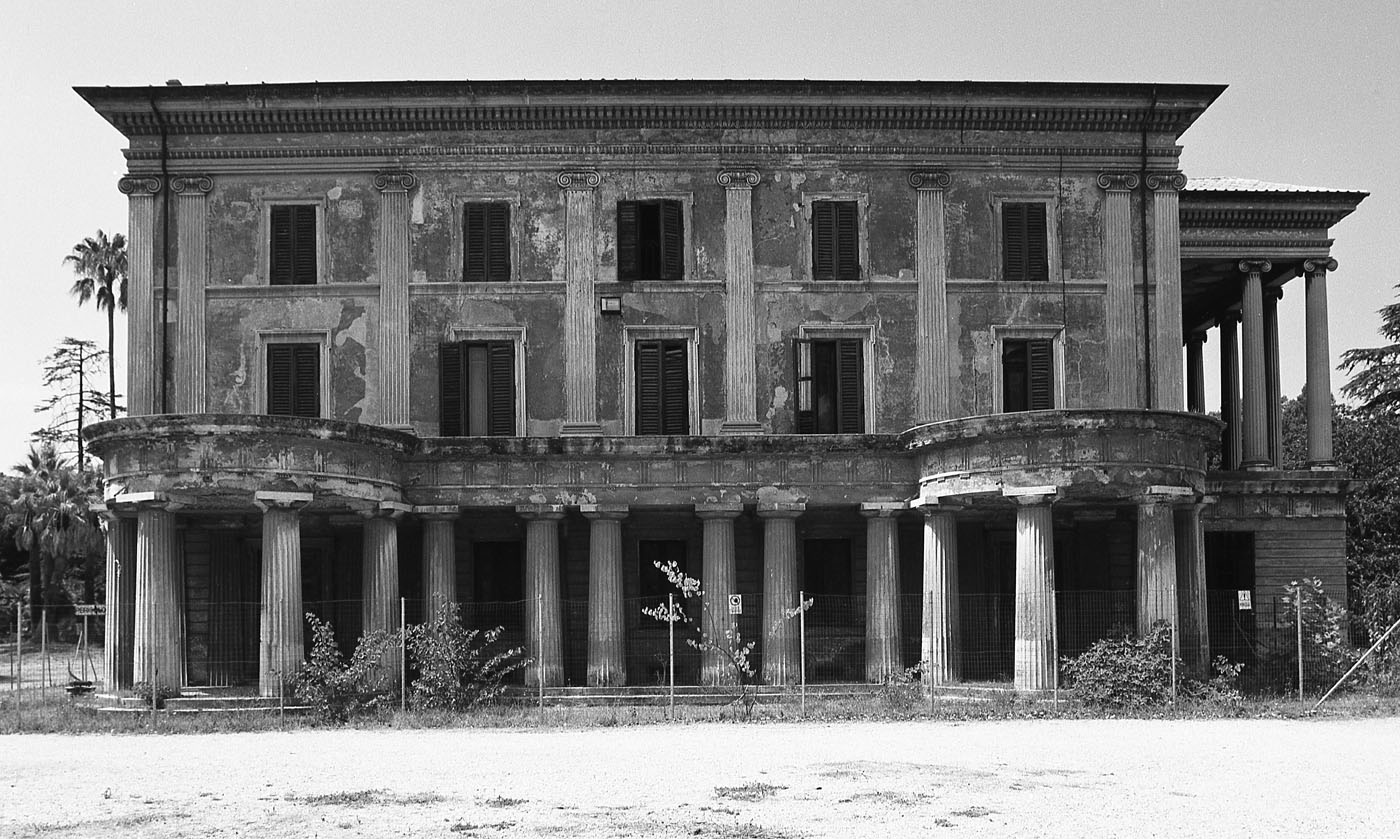
Uno degli edifici di Villa Torlonia nello stato di abbandono e fatiscenza in cui si trovava il 9 agosto 2003 prima del restauro

Nel 1977, in seguito ad una sensibilizzazione della cittadinanza romana sul degrado della villa, è stata acquisita al Comune di Roma dall'ultimo proprietario Alessandro Gerini.
Nel 1978 l'amministrazione aprì il parco al pubblico senza tutelarne le strutture, tutela inerente ai fabbricati e agli edifici interni alla villa.
Nel 1991 è iniziato un vasto programma di recupero della Villa, con il restauro dei più importanti edifici che si articolano nel giardino, fra cui la Casina delle Civette, il Casino dei Principi e il Casino Nobile, trasformati in musei aperti alle visite, e finendo col teatro e, nel 2021, con la Serra moresca. 